# 속초경찰서
속초경찰서(束草警察署, Sokcho Police Station)는 강원특별자치도경찰청이 관할하는 경찰서 중 하나이다. 강원특별자치도 속초시, 양양군 일대를 관할한다. 강원특별자치도 속초시 도리원길 93 (노학동)에 위치하고 있다.
서장은 총경으로 보한다.

## 기본 정보
- 주소 : 강원특별자치도 속초시 도리원길 93 (노학동)
- 우편번호 : 24863

## 관할 파출소 및 지구대
| 명칭       | 주소                           | 관할구역                                    | 치안센터     |
| ---------- | ------------------------------ | ------------------------------------------- | ------------ |
| 영랑지구대 | 속초시 중앙로 22-9             | 속초시 영랑동, 교동, 금호동, 동명동, 노학동 | 중앙치안센터 |
| 청초지구대 | 속초시 동해대로 4100           | 조양동, 청호동, 대포동                      | 설악치안센터 |
| 양양지구대 | 양양군 양양읍 남문로 33        | 양양군 양양읍, 손양면                       | 손양치안센터 |
| 강현파출소 | 양양군 강현면 동해대로 3485-39 | 양양군 강현면                               |              |
| 현북파출소 | 양양군 현북면 하조대1길 57     | 양양읍 현북면                               |              |
| 현남파출소 | 양양군 현남면 인구중앙길 51    | 양양읍 현남면                               |              |
| 서면파출소 | 양양군 서면 물윗구미길 9       | 양양읍 서면                                 |              |

## 같이 보기
- 강원특별자치도경찰청